# Girolamo Maria Marini
Girolamo Maria Marini (Recanati, marzo 1801 – 1867) è stato un librettista italiano.

## Biografia
Si segnalò all'inizio del 1840 per il successo dell'opera lirica Il templario di Otto Nicolai, il cui libretto era stato da lui ricavato da Ivanhoé di Walter Scott. L'opera era stata rappresentata a Torino durante il carnevale e venne ripresa dal Teatro Carlo Felice di Genova nel 1845 e al Théâtre-Italien di Parigi nel 1868.
Lo stesso anno, Gaetano Donizetti incaricato di comporre un'opera per il Teatro Apollo di Roma, decise di rivolgersi ad un librettista affermato. La scelta era fra Jacopo Ferretti e Girolamo Maria Marini, che avrebbero dovuto predisporre una trama da far approvare dalla censura papale. Sembra che questa raccomandazione non è stata attuata, ma alla fine Donizetti scelse di riutilizzare un libretto esistente di Felice Romani, La figlia dell'arciere. Questo tuttavia, si concludeva con il suicidio della protagonista, cosa che non sarebbe stata accettata dalla censura. Marini venne quindi incaricato di comporre un nuovo III atto a lieto fine, che realizzò molto velocemente. Sembra però che Donizetti non fu soddisfatto del risultato.

## Opere
- Il templario, melodramma in 3 atti, musica di Otto Nicolai, Torino, carnevale 1840 (da Ivanhoé di Walter Scott)
- Adelia, musica di Gaetano Donizetti, Roma, Teatro Apollo, 1841 (solo il III atto)